# Marina Mesure
Marina Mesure (ur. 12 lipca 1989 w Marsylii) – francuska polityk, posłanka do Parlamentu Europejskiego IX i X kadencji.

## Życiorys
Kształciła się w Kanadzie w szkole biznesowej HEC Montréal. Pracowała w centrali związkowej CGT i jako doradczyni europejskiej federacji pracowników przemysłu budowlanego i drzewnego (FETBB). Zajmowała się organizowaniem kampanii na rzecz uchylenia unijnej dyrektywy dotyczącej delegowania pracowników.
W 2019 z ramienia Niepokornej Francji kandydowała w wyborach europejskich. Mandat eurodeputowanej IX kadencji objęła w lipcu 2022, zastępując Manuela Bomparda. Utrzymała go na kolejną kadencję w wyniku wyborów w 2024.